# گرم‌دشت حاره‌ای آرنهم‌لند
گرم‌دشت حاره‌ای آرنهم‌لند (انگلیسی: Arnhem Land tropical savanna) بوم‌ناحیه‌ای از نوع علفزارها، گرم‌دشت‌ها و درختچه‌زارهای حاره‌ای و جنب‌حاره‌ای در قلمرو شمالی استرالیا است.

## اقلیم
این بوم‌ناحیه دارای اقلیم گرم‌دشت حاره‌ای است. بارندگی به شدت فصلی است. فصل مرطوب تابستانی از نوامبر تا مارس است و یک فصل خشک عمدتاً بدون باران در بقیه ایام سال وجود دارد. میانگین بارندگی سالانه از ۱۲۰۰ میلی‌متر در جنوب تا ۱۸۰۰ میلی‌متر در جزایر تیوی در شمال غربی متغیر است. میانگین حداکثر دمای ماهانه از ۲۷ درجه تا ۳۳ درجه سانتیگراد متغیر است.